# Ashmeadiella titusi
Ashmeadiella titusi är en biart som beskrevs av Michener 1939. Ashmeadiella titusi ingår i släktet Ashmeadiella och familjen buksamlarbin. Inga underarter finns listade i Catalogue of Life.